# 聖隷クリストファー大学
聖隷クリストファー大学（せいれいクリストファーだいがく、英語: Seirei Christopher University）は、静岡県浜松市中央区三方原町3453に本部を置く日本の私立大学。1969年創立、1992年大学設置。大学の略称はクリ大。

## 沿革

### 校名の由来
ヨハネによる福音書第13章に、最後の晩餐のとき主イエスは「夕食の席から立ち上がって上着を脱ぎ、手ぬぐいをとって腰に巻き、それから水をたらいにいれて弟子たちの足を洗い……」とあるが、当時他人の足を洗うのは奴隷の役割であった。キリストが弟子たちに行動をもって最後の教えを示した。これが聖なる神様の奴隷（しもべ）を意味する「聖隷」の語源となった。クリストファーとは、「キリストを背負う者」の意味。3号館1階エントランスにその様子を描いたタイル画が展示されている。聖隷の創立者・長谷川保は、クリストファーがキリストを背負ったように、病人や障害者、お年寄りの不安や苦痛、悲しみを理解し、大事にケアする人がこの大学から育ってほしいとの願いから「聖隷クリストファー」と命名。一説には、シシリー・ソンダースが開設した英国の聖クリストファー・ホスピスの名称から名付けたともいわれている。

### 年表
- 1926年 長谷川保をはじめとする約10名のキリスト教青年によって社会事業を目的とした『聖隷社』が結成される。
- 1930年 結核を患う桑原昇次郎青年を受け入れたことを契機に、無償で重症の結核患者たちの世話を始める。
- 1931年 ベテルホーム（主の家）と名付けた施設で、周辺住民からの迫害を受けつつも結核患者の世話を続ける。
- 1937年 社会運動家であった賀川豊彦の尽力で集まった献金（「一坪献金運動」と呼ばれた）を資金に三方原へ移転。「聖隷保養農園」と改称。雑誌「主婦之友」の取材記事によって結核患者の療養施設とわかり、周辺住民の反対運動が起こる一方、全国から重症の結核患者が殺到する。
- 1939年 昭和天皇より特別御下賜金を受ける。
- 1949年 各種学校遠州基督学園設立。今日の教育事業の出発点となる。
- 1952年 聖隷准看護婦養成所開設。
- 1959年 聖隷准看護学園に名称変更。各種学校として静岡県の認可を受ける。
- 1966年 学校法人聖隷学園設立。
- 1969年 聖隷学園浜松衛生短期大学開学。
- 1978年 福祉医療ヘルパー学園開学。これは、1987年に「社会福祉士及び介護福祉士法」が制定される呼び水になり、介護福祉士養成校のモデルとなる。
- 1988年 聖隷介護福祉専門学校開学。介護福祉士を養成する厚生労働大臣指定の専門学校として日本で初めて開学
- 1992年 聖隷クリストファー看護大学（看護学部看護学科）開学。学長に吉田時子が着任。
- 1998年 大学院看護学研究科看護学専攻（修士課程）設置。
- 2002年 社会福祉学部社会福祉学科（介護福祉コース、社会福祉コース）を設置。聖隷クリストファー大学に名称変更。聖隷学園浜松衛生短期大学を聖隷クリストファー大学看護短期大学部に名称変更。
- 2004年 リハビリテーション学部、大学院社会福祉学研究科設置。中華人民共和国重慶市の第三軍医大学と姉妹提携。
- 2005年 シンガポール南洋理工学院（リハビリテーション学部）と交流を開始。
- 2006年 校内に売店を設置。
- 2007年 3代目学長に小島操子が就任。英文名を College から University に変更。静岡県内の看護医療福祉系大学・養成校として初めて光トポグラフィー装置を導入。
- 2008年 社会福祉学部にこども教育福祉学科を新設。大学院博士課程後期に保健科学研究科を新設。リハビリテーション学部リハビリテーション学科作業療法学専攻が日本作業療法士協会および WFOT(World Federation of Occupational Therapists) の認定校として登録される。
- 2010年 養護教諭一種教職課程の設置。静岡県では初の養護教諭養成校となる。平成30年度をめどに、医学部もしくはメディカルスクールの新設を目指すことを明らかに。
- 2011年 保健科学研究科博士後期課程を、看護学、リハビリテーション科学、社会福祉学の各研究科博士前期（修士課程）・博士後期課程に改編する。社会福祉学部を社会福祉学科、臨床介護福祉学科、こども教育福祉学科の3学科に改組する。リハビリテーション学部の各専攻を各学科に改編。
- 2013年 社会福祉学部の臨床介護福祉学科を介護福祉学科に名称変更。
- 2019年 社会福祉学部こども教育福祉学科に小学校教諭教職課程設置。
- 2020年4月 社会福祉学部社会福祉学科にソーシャルワークコース、介護福祉コースを設置。
- 2023年4月 国際教育学部こども教育学科を開設。

## 基礎データ

### 所在地
- 静岡県浜松市中央区三方原町

## 教育および研究

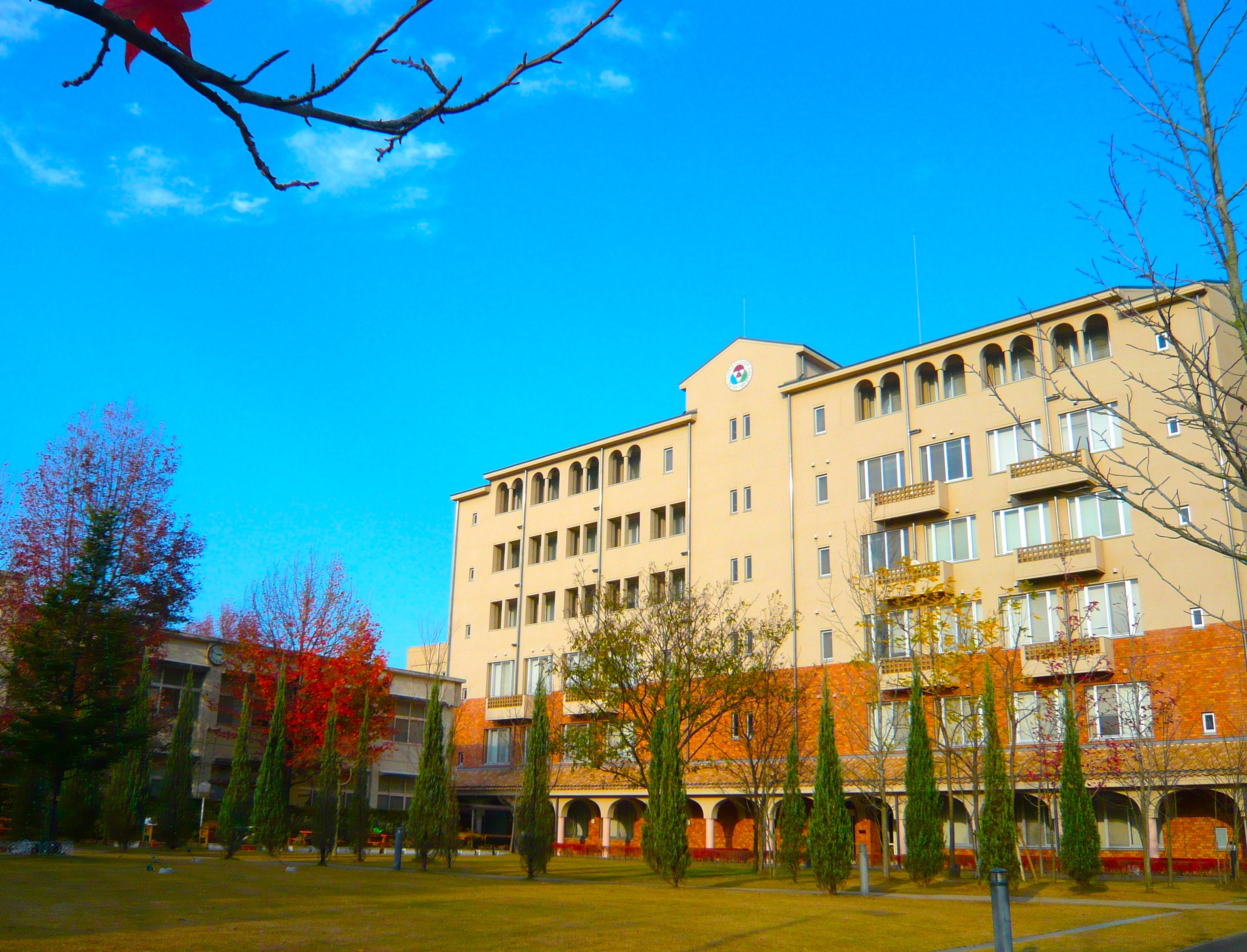
晩秋のキャンパス

### 組織

#### 学部
- 看護学部
  - 看護学科
- リハビリテーション学部
  - 理学療法学科
  - 作業療法学科
  - 言語聴覚学科
- 社会福祉学部
  - 社会福祉学科
    - ソーシャルワークコース
    - 介護福祉コース
- 国際教育学部
  - こども教育学科

#### 専攻科
- 助産学専攻科

#### 大学院
- 博士前期課程（修士課程）
  - 看護学研究科
    - 環境支援看護学分野
    - 生活支援看護学分野
    - 療養支援看護学分野
    - 家族支援看護学分野

  - リハビリテーション科学研究科
    - 理学療法科学分野
    - 作業療法科学分野
    - 言語聴覚療法科学分野

  - 社会福祉学研究科
    - 社会福祉学分野
    - 介護福祉学分野
- 博士後期課程
  - 看護学研究科
    - 環境支援看護学分野
    - 生活支援看護学分野
    - 療養支援看護学分野
    - 家族支援看護学分野

  - リハビリテーション科学研究科
    - 理学療法科学分野
    - 作業療法科学分野
    - 言語聴覚療法科学分野

  - 社会福祉学研究科
    - 社会福祉学分野
    - 介護福祉学分野

#### 設置施設
- 保健福祉実践開発研究センター

### 研究
2007年に全学共有の研究機材として、日立メディコ社製の光トポグラフィー装置を導入した。単科大学クラスでの導入は珍しい。静岡県内の看護医療福祉系大学・養成校では初めて。現在は主に、大学院での研究に使用されているが、学部生も体験利用や被験者となっている。エビデンスの確立が難しい分野での効果の測定に役立つとされ、近隣施設と連携しての研究調査も行う予定がある。

### 教育
聖隷ホスピスに隣接していることから、がん専門看護師の養成を行う CNS コース（がん看護）が大学院に開設された。がんを抱える患者・家族のさまざまな問題、また、治療に伴う問題などを多面的に追究するとともに、がん看護介入に関する諸理論を基盤として看護介入モデルを検討し、さらに、実習を通して質の高いがん看護ケアを提供するための高度専門的および倫理的な看護実践能力を養うことを目指している。2010年1月、大学院修了生から6名の「がん看護専門看護師」が誕生したと発表した。他にも、慢性看護ならびに急性期看護CNSコースの教育課程があり、2011年度からは、老年看護学・小児看護学領域の専門看護師の養成を行う。
2011年4月に社会福祉学部が学科改組され、臨床介護福祉学科では、同グループの聖隷関連病院の協力のもと介護福祉士で病院専門介護福祉士コースという履修モデルを表明。また、全国では少ない介護福祉学分野の博士後期課程を設置する。

## メディカルスクール構想
- 学校法人聖隷学園中期経営計画（2016年〜2025年）の中で、「国際基準に合わせた医学教育（2023 年以降）の改革に対応」することを目的に、メディカルスクール（医師養成専門職大学院）の設置構想を掲げている[1][2][3]。日本では、1979年の琉球大学医学部開設を最後に医学部新設は規制されてきたが、2016年4月に東北医科薬科大学医学部、翌2017年4月に国際医療福祉大学医学部が認可・開設された。対して、聖隷学園では従来の6年制でなく、学士資格取得者を対象にした米国式の専門職大学院を検討している。
- 世界では、過去6年制医学部から4年制メディカルスクール（学部卒後）に移行した大学の一例に、ハーバード大学医学部、デューク大学医学部シンガポール校、オーストラリアディーキン大学・モナシ ュ大学、マレーシア、韓国（ソウル近郊）などがあると研究資料の中にある。

## 学生生活

### 部活動・クラブ活動・サークル活動
ボランティア系サークルとしてマナの会、TOLO、ボッチャ、ALS患者さんを励ます会、などがあり、周辺の医療福祉の施設を中心に活動している。ほかにも文化系、音楽系、スポーツ系サークルがある。ボランティア系サークル以外でも主な活動を福祉施設などで行うことが多い。

### 学園祭
学園祭は「聖灯祭」と呼ばれ、通常の模擬店のほか、地域住民に日頃の学習の成果の発表や医療福祉の専門職についての理解を深めてもらうことを目的にしたものもある。

## 大学関係者と組織

### 大学関係者一覧
聖隷クリストファー大学の人物一覧

## 施設
キャンパス（浜松キャンパス）
- 使用学部：全学部共通
- 使用研究科：全研究科共通
- 使用付属施設：聖隷歴史資料館、聖隷クリストファー大学図書館
- 交通アクセス
  - 浜松駅バスターミナル、遠鉄バス15番ポール40番系統「聖隷三方原病院経由気賀・三ヶ日行」に乗車。「聖隷三方原病院」下車（所要時間約50分）、徒歩約5分。
- 2号館2階に聖隷の歴史、聖隷グループを紹介する「聖隷歴史資料館」がある。

## 社会との関わり
ボランティア活動推進室を設置し、地域からの要請に対する学生の活動をサポートしている。また、近年の医師不足を背景に、医学部の設置を検討している大学の1つである。

### 保健福祉実践開発研究センター
大学の蓄積してきた知的・人的・物的資源を地域に還元することを目的に2005年、地域支援研究所を設置。地域に開かれた大学として保健・医療機関、社会福祉施設、行政、企業ならびに地域等との連携・協働を推し進めるため、地域支援研究所を「保健福祉実践開発研究センター」と改めた。

## 対外関係

### 他大学との協定

#### 国内大学
- 放送大学[4]

## 関連学校
- 聖隷クリストファー中学校・高等学校
- 聖隷クリストファー小学校
- 聖隷クリストファー大学附属クリストファーこども園（認定こども園）
- 聖隷クリストファー大学介護福祉専門学校